# Мйодуси-Сток
Мйодуси-Сток (пол. Miodusy-Stok) — село в Польщі, у гміні Високе-Мазовецьке Високомазовецького повіту Підляського воєводства.
Населення — 87 осіб (2011).
У 1975-1998 роках село належало до Ломжинського воєводства.

## Демографія
Демографічна структура станом на 31 березня 2011 року:
|          | Загалом | Допрацездатний вік | Працездатний вік | Постпрацездатний вік |
| -------- | ------- | ------------------ | ---------------- | -------------------- |
| Чоловіки | 49      | 12                 | 29               | 8                    |
| Жінки    | 38      | 4                  | 24               | 10                   |
| Разом    | 87      | 16                 | 53               | 18                   |